# Who Wants to Live Forever
Who Wants to Live Forever è un singolo del gruppo musicale britannico Queen, pubblicato il 15 settembre 1986 come sesto estratto dal dodicesimo album in studio A Kind of Magic.

## Descrizione

### Storia
Il brano è stato scritto da Brian May durante il tragitto in taxi dall'aeroporto di Londra-Heathrow fino agli studi di registrazione. Insieme al singolo A Kind of Magic è una delle canzoni principali della colonna sonora del film Highlander - L'ultimo immortale.
La canzone è cantata nella prima strofa dal chitarrista della band e poi successivamente da Freddie Mercury.

Il brano è cantato in tutte le tappe del Magic Tour, ultimo tour del gruppo inglese, ed è anche una delle tracce della raccolta di successi Greatest Hits II.
La canzone, oltre ad essere inclusa nella colonna sonora del film Highlander - L'ultimo immortale, verrà poi utilizzata in alcuni episodi della serie televisiva Highlander, che vede come protagonista l'attore Adrian Paul nei panni dell'immortale Duncan MacLeod, cugino e allievo di Connor MacLeod (Christopher Lambert); gli episodi in cui appare il brano sono Il grande incontro e I cacciatori. La colonna sonora principale usata per la serie televisiva è un altro brano dell'album A Kind of Magic: Princes of the Universe. 
Il brano fa parte della colonna sonora del film La meglio gioventù di Marco Tullio Giordana.

### Significato
Il significato della canzone tratta l'argomento dell'Immortalità ed è il tema centrale del film Highlander - L'ultimo immortale; il brano è utilizzato per inquadrare alcune scene del film in cui un uomo scozzese predestinato a vivere per sempre (da qui il titolo del brano Who Wants to Live Forever che significa appunto Chi vuole vivere per sempre?), Connor MacLeod (nel film è interpretato dall'attore Christopher Lambert), rendendosi conto di non poter morire, deve sopportare la sofferenza "eterna" di vedere le persone invecchiare e poi morire, mentre lui come immortale resta sempre in vita (in una delle scene del film si può notare Connor MacLeod che, con il passare degli anni vede sua moglie Heather MacLeod invecchiare e morire).

## Video musicale
Il video si apre con Brian May che esegue all'organo la scala che apre la canzone. May canta anche la prima strofa e il primo ritornello, dopo i quali fa il suo ingresso Freddie Mercury insieme all'orchestra e alle percussioni; assieme eseguono la seconda strofa e il secondo ritornello, più intenso del primo, a cui fa seguito nuovamente Brian May con un lento assolo di chitarra. Concluso l'assolo, un duetto tra Brian May e Freddie Mercury, accompagnato dalle percussioni di Roger Taylor, aumenta gradualmente l'intensità della canzone fino a sfociare in un trionfale coro eseguito da Mercury assieme all'orchestra. Il video continua e si conclude con il ritornello principale ripetuto ad libitum e accompagnato da fills di chitarra elettrica, che gradualmente svanisce in un effetto fade out, accompagnato anche da un coro di voci bianche. La versione qui descritta è quella statunitense della durata di quattro minuti.
Fu l'ultimo video registrato da Freddie Mercury prima che gli venisse diagnosticato l'AIDS che lo ucciderà: il successivo video pubblicato dai Queen fu quello di I Want It All, registrato nel 1989, e il cantante aveva ricevuto la diagnosi nella primavera 1987. Nel video la partecipazione di Roger Taylor e John Deacon (rispettivamente ai timpani e al contrabbasso suonato con archetto) è particolare per il fatto che alle registrazioni in studio del brano i due non parteciparono, in quanto i relativi strumenti vengono suonati rispettivamente da una drum machine e dalla relativa parte orchestrale.
Nel DVD Greatest Video Hits 2, la seconda raccolta di videoclip dei Queen, il brano Who Wants to Live Forever inserito nella tracklist del video è la versione originale duettata da Freddie Mercury e Brian May; nel DVD sono state incluse altre due versioni del video del brano; le tracce sono nascoste e sono raggiungibili solo con dei codici speciali: La prima versione è denominata Who Wants to Live Forever (Highlander's scene version) ed è inclusa nel primo disco (per sbloccare andare sul video di Who Wants to Live Forever, quando appare la copertina premere "SELECT"). La seconda versione è denominata Who Wants to Live Forever (charity version) ed è inclusa nel secondo disco (per sbloccare andare nella sezione Hot Space, dopodiché premere "SU", "SINISTRA", "DESTRA").

## Tracce

### Versione 7" 1986
(Tracce della versione 7" e seguenti)
1. Who Wants to Live Forever (Single edit) - 4:04
2. Killer Queen - 3:03

### Versione 7" 1986, per Nuova Zelanda
1. Who Wants To Live Forever (Single edit) - 4:04
2. Don't Lose Your Head - 4:39

### Versione 12" UK 1986
1. Who Wants to Live Forever (Single edit) - 4:04
2. Who Wants to Live Forever (Album version) - 5:17
3. Killer Queen - 3:03
4. Forever (Piano Version) - 3:21

### Versione 2010 (The Singles Collection Volume 3)
1. Who Wants To Live Forever (Single edit) - 4:04
2. Forever (Piano Version) - 3:21

## Versioni live
- I Queen cantarono una versione di Who Wants to Live Forever sensibilmente diversa nei concerti del Magic Tour del 1986 (come ad esempio al concerto al Wembley Stadium a Londra e al Népstadion di Budapest). In questa particolare versione la canzone è cantata interamente da Mercury, mentre sia nel brano originale che nel video la parte iniziale è cantata da Brian May. Un'altra differenza di questa versione live è che nel ritornello, dopo l'assolo di chitarra di May, Mercury canta due volte "Who wants to live forever" nello stesso modo, mentre nel video il secondo "Who wants to live forever" si alza di tono.
- Nel 1992 i Queen dopo 6 anni cantarono di nuovo dal vivo il brano al Freddie Mercury Tribute Concert (concerto in ricordo del frontman Freddie Mercury, deceduto sul finire dell'anno precedente) insieme al cantante Seal.
- Il 3 giugno 2015 la canzone venne reinterpretata dal tenore italiano Vittorio Grigolo insieme agli ospiti Kerry Ellis e il chitarrista dei Queen Brian May all'Arena di Verona allo spettacolo Arena di Verona: Lo spettacolo sta per iniziare.

## Formazione
Gruppo
- Freddie Mercury – voce, cori
- Brian May – voce, chitarra, sintetizzatore, cori
- Roger Taylor – batteria, cori, drum machine

Altri musicisti
- National Philharmonic Orchestra – orchestra

## Classifiche
| Classifica (1986) | Posizione massima |
| ----------------- | ----------------- |
| Germania          | 52                |
| Irlanda           | 15                |
| Italia            | 49                |
| Regno Unito       | 24                |
| Classifica (1992) | Posizione massima |
| Belgio (Fiandre)  | 44                |
| Paesi Bassi       | 6                 |

## Cover
- Sarah Brightman ha registrato questo brano per l'album Time to Say Goodbye, pubblicato nel 1997.
- Dune ha registrato una versione orchestrata nel 1997 per l'album Forever.
- Nel 2005, la canzone fu cantata dalla band Breaking Benjamin per l'album Killer Queen: A Tribute to Queen.
- Nella 5º stagione di American Idol, Katharine McPhee cantò di sua volontà questo brano per la Queen Week.
- Nella 4º stagione di American Idol, Eva Avila cantò di sua volontà questo brano per la settimana a tema Rock and Roll Week.
- Nel 1994 Giorgia eseguì una cover live del brano nella trasmissione Pavarotti & Friends.
- Matteo Becucci include una cover del brano tradotta in italiano nel suo disco Cioccolato amaro e caffè.
- Dana Winner include una cover del brano tradotta in olandese (Hast Du Gesat Fuer Immer) nel suo disco Wo Ist das Gefuehl.
- Jennifer Rush cover per l'album " Out of my hands " del 1995.